# Schlacht von Petra
1821

Walachischer Aufstand – Kalamata – Navarino – Patras – Salona – Livadeia – Lalas – Samothraki – Monemvasia – Alamana – Valtetsi – Doliana – 1. Akropolis – Gravia – Drăgășani – Grana – Vasilika (Thessaloniki) – Sculeni – Vasilika (Fthiotida) – Tripoli
1822–1824

Akrokorinth – Chalandritsa – Chios – Naoussa – Chios – Peta – Kompoti – Dervenakia – Agionori – Nauplia – 1. Missolonghi – Karpenisi – 2. Missolonghi – Kasos – Psara – Samos – Gerontas
Griechische Bürgerkriege 1823–1825
Ägyptische Intervention

Kremmydi – Andros – Sphacteria – Maniaki – Myloi – Alexandria – Kakosalesi – Kleisova – 3. Missolonghi – Kastraki – Mani – Varnakova – 2. Akropolis – Arachova – Kamatero – Phaleron
Intervention der Großmächte

Volos – Itea – Mega Spilaio – Navarino – Morea-Expedition – Chios-Expedition – Mortino – Koronisia – Petra
Seeschlachten sind in kursiv
Die Schlacht von Petra war die letzte Schlacht zwischen Griechischen Revolutionären und dem Osmanischen Reich während der Griechischen Revolution.

## Hintergrund
Bis Sommer 1829 wurden die Peloponnes, Teile Zentralgriechenlands und einige Inseln durch griechische Revolutionäre befreit. Ein Friedensvertrag zwischen den Konfliktparteien stand bevor, doch es wurde offensichtlich, dass der zukünftige griechische Staat mit den bislang eroberten Gebieten über ein vergleichsweise begrenztes Territorium verfügen würde.
Im August brachen die osmanischen Kommandanten Aslan Bey und Osman Aga von Athen auf, um die Russen, mit denen sich die Osmanen seit 1828 im Rahmen des Russisch-Türkischen Krieges im Krieg befanden, in Thrakien zu bekämpfen.

## Schlachtverlauf
Die griechischen Streitkräfte unter Dimitrios Ypsilantis, mittlerweile eine organisierte Armee, erwartete die Türken bei Petra, einer kleinen Stadt bei einer Engstelle in Böotien zwischen Theben und Livadia. Am 12. September 1829 kam es dort zum Kampf. Den Griechen gelang es, die Osmanen im Schwertkampf zu besiegen und zum ungeordneten Rückzug zu bewegen. Die restlichen Teile der osmanischen Armee schwebten daraufhin in der Gefahr, eingekesselt zu werden. Daher zogen sie sich ebenfalls zurück.

## Folgen
Damit die osmanische Streitmacht weiter nach Thrakien ziehen konnte, unterzeichnete Osman Aga am folgenden Tag einen Vertrag mit den Griechen. In diesem trat das Osmanische Reich alle Gebiete zwischen Livadia und dem Fluss Sperchios an die Griechen ab. Im Gegenzug durften die osmanischen Truppen sicher aus Zentralgriechenland abziehen. Diese Schlacht war bedeutend für die Griechen, da sie das erste Mal siegreich als reguläre Armee gekämpft hatten. Dimitrios Ypsilantis beendete mit diesem Sieg die Revolution, die achteinhalb Jahre vorher unter seinem Bruder Alexander begonnen hatte.